# José Reginaldo Andrietta
José Reginaldo Andrietta (ur. 7 marca 1957 w Pirassununga) – brazylijski duchowny katolicki, biskup Jales od 2015.

## Życiorys
18 marca 1983 otrzymał święcenia kapłańskie i został inkardynowany do diecezji Limeira. Przez wiele lat był opiekunem ruchu Young Christian Workers w Brazylii, Argentynie, Stanach Zjednoczonych i obu Amerykach. W latach 2000–2006 pełnił funkcję moderatora ruchu na szczeblu międzynarodowym.
Pracował równocześnie jako duszpasterz parafialny w rodzinnej diecezji oraz w Brukseli.
21 października 2015 papież Franciszek mianował go biskupem diecezji Jales. Sakry udzielił mu 27 grudnia 2015 biskup Luiz Demétrio Valentini.